# Espino de los Doctores
Espino de los Doctores es una localidad del municipio de Villarmayor, en la comarca de la Tierra de Ledesma, provincia de Salamanca, España.

## Historia

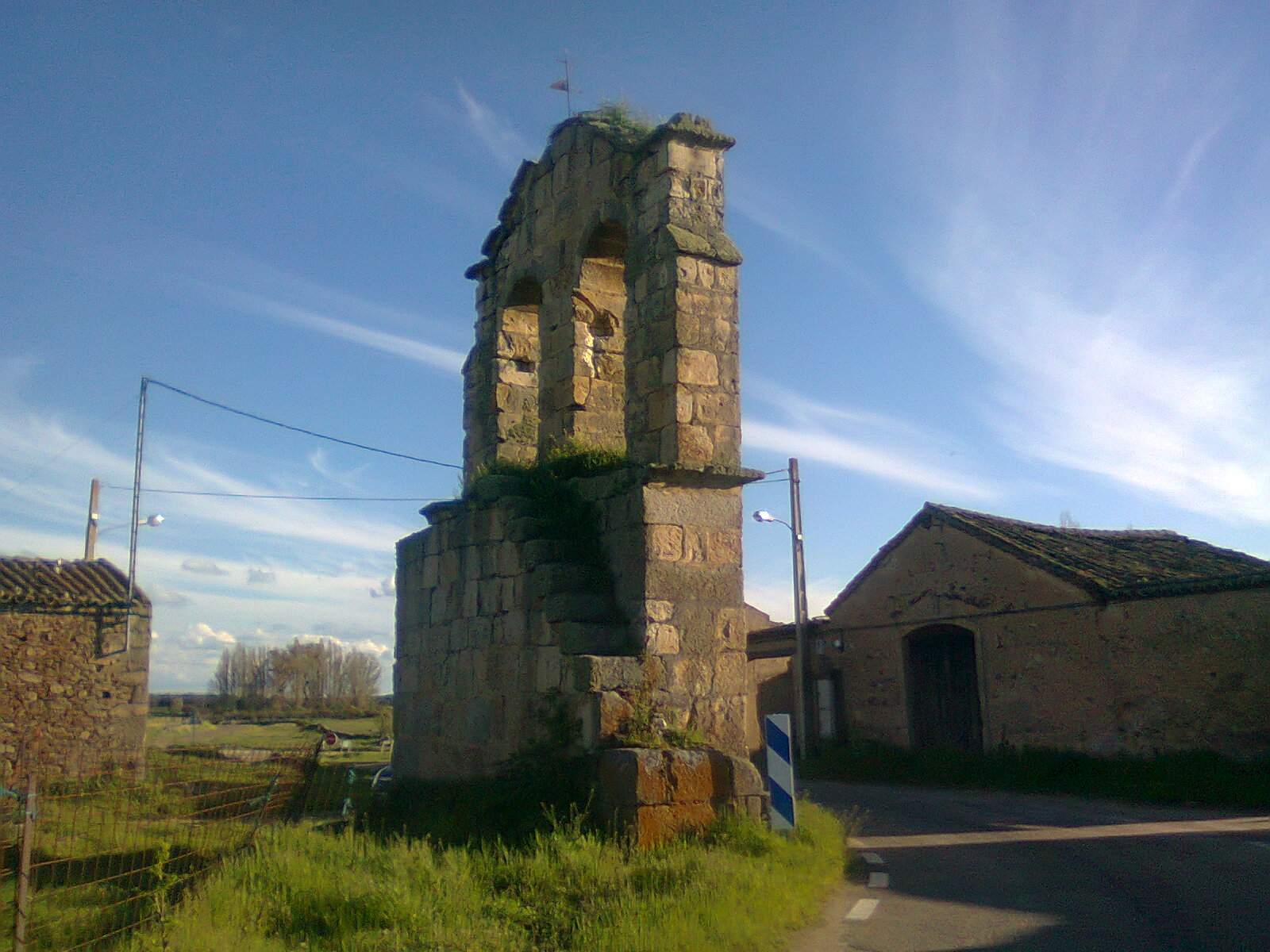
Espadaña de la antigua iglesia de Espino de los Doctores

La fundación de Espino de los Doctores se remonta a los procesos repobladores emprendidos por la monarquía leonesa en la Alta Edad Media, quedando encuadrado en la jurisdicción de Ledesma desde la creación de su alfoz por parte de Fernando II de León en el siglo XII, época en la que se denominaba Spino.
En el siglo XIX, con la creación de las actuales provincias en 1833, Espino de los Doctores quedó integrado en la provincia de Salamanca, dentro de la Región Leonesa.

## Demografía
Pese a que en 1850 Espino de los Doctores registraba aún una población de 38 habitantes, ésta se ha reducido sobremanera desde entonces. Así, en 2017 Espino de los Doctores contaba con apenas 5 habitantes, de los cuales 2 eran varones y 3 mujeres (INE 2017).
| Gráfica de evolución demográfica de Espino de los Doctores entre 2000 y 2017             |
|                                                                                          |
| Fuente: Instituto Nacional de Estadística de España - Elaboración gráfica por Wikipedia. |